# Лихнус
Лихнусът (Mesogobius batrachocephalus) е вид Проходна риба от семейство попчеви срещаща се в Черно и Азовско море. На дължина достига до 35–40 см, а на тегло до 600 грама. Живее до 8 години. Полово съзрява на третата година. Размножава се веднъж годишно от февруари до май, като полага хайвера си под и между камъните. Отличава се от другите попчета по сравнително големия му размер и леко сплесканата отгоре глава с големи бузи. Лихнусът предпочита пясъчно-каменистото дъно, но в близост до мидените полета. В реките навлиза много рядко. Основно се храни с миди, охлюви и дребни ракообразни, но размерът на устата му е достатъчен и за дребни рибки – атерини, хамсии, попчета, барбуни.

## Природозащитен статут
- World Conservation Monitoring Centre 1996. Mesogobius batrachocephalus. 2006 IUCN Red List of Threatened Species. Downloaded on 04 August 2007.